# 트리스탄다쿠냐의 기

트리스탄다쿠냐의 기 비율 1:2

행정관의 기

트리스탄다쿠냐의 기는 2002년 10월 20일, 세인트헬레나 총독이 엘리자베스 2세가 승인한 왕실의 칙령을 바탕으로 하여 작성된 포고령을 통해 제정되었다. 2002년 이전에는 세인트헬레나의 기를 사용하였으며, 공식적인 행사에서는 세인트헬레나 어센션 트리스탄다쿠냐의 기가 사용된다.
파란색 바탕에 왼쪽 상단에는 영국의 국기가 그려져 있으며, 오른쪽에는 트리스탄다쿠냐의 문장이 그려져 있다.